# Kesgrave
Kesgrave est une ville et une paroisse civile du Suffolk, en Angleterre.